# The Future of Food
The Future of Food é um documentário lançado em 2004 sobre a controvérsia da engenharia genética de culturas de alimento, onde grandes corporações agrícolas que utilizam tal tecnologia posicionam-se como a resposta para a crise de comida do mundo.
Ganhou as competições de Melhor Filme de Direitos Humanos na edição de 2005 do Taos Mountain Film Festival e Prêmio da Audiência por Melhor Filme Documentário na edição de 2005 do Ashland Independent Film Festival. Ganhou também o prêmio de Melhor Documentário na edição de 2004 do deadCENTER Film Festival.
De acordo com o site oficial do filme, ele também ganhou um prêmio de audiência no Ann Arbor Film Festival  e foi indicado pela Academia do Oscar como um dos melhores documentários de 2004.